# Daniel Becke
Daniel Becke (Erfurt, Turíngia, 12 de març de 1978) va ser un ciclista alemany que fou professional entre 2001 i 2008. Va combinar la carretera amb el ciclisme en pista.
En la pista, i especialment en la persecució per equips, és on va aconseguir els majors èxits. Va obtenir una medalla d'or als Jocs Olímpics de Sydney, i tres medalles als Campionats del món, dues d'elles d'or.

## Palmarès en pista
- 1999
  -  Campió del món de velocitat per equips (amb Robert Bartko, Jens Lehmann i Guido Fulst)
  -  Campió d'Alemanya en Persecució per equips (amb Robert Bartko, Sebastian Siedler i Christian Bach)
- 2000
  -  Medalla d'or als Jocs Olímpics de Sydney en Persecució per equips (amb Guido Fulst, Jens Lehmann i Robert Bartko)
  -  Campió del món de velocitat per equips (amb Sebastian Siedler, Jens Lehmann i Guido Fulst)
- 2003
  -  Campió d'Alemanya en Persecució

### Resultats a laCopa del Món
- 1998
  - 1r a Berlín, en Persecució per equips
- 1999
  - 1r a València, en Persecució per equips

## Palmarès en ruta

### Resultats al Tour de França
- 2003. 145è de la classificació general
- 2004. Abandona (17a etapa)
- 2005. 152è de la classificació general

### Resultats a la Volta a Espanya
- 2002. 126è de la classificació general
- 2006. Abandona (18a etapa)